# Christopher Moltisanti
Christopher Moltisanti, interpretato dall'attore Michael Imperioli, è uno dei personaggi principali della serie televisiva I Soprano: in italiano è doppiato da Alessio Cigliano.

## Biografia
Christopher "Chris" Moltisanti è nato nel 1969 da Richard "Dickie" Moltisanti, soldato della Famiglia DiMeo, e da Joanne Blundetto: è cugino di secondo grado di Carmela Soprano, la moglie di Tony Soprano, il boss mafioso che fa da mentore a Christopher. Quest'ultimo è uno dei personaggi maggiormente approfonditi e analizzati ne I Soprano: tipico bullo ribelle, il suo principale problema è la sua sfrenata ambizione che lo porta a bramare il rispetto di tutti, di conseguenza si sente costantemente minacciato e sminuito quando ritiene che Tony e i suoi uomini non gli diano il riguardo che lui esige. La sua avversione alle regole tipiche dell'ambiente mafioso di cui fa parte, specialmente quelle legate al nonnismo, incoraggiano la sua rabbia, tra i membri della "famiglia" con cui Christopher ha un rapporto decisamente burrascoso figurano Paulie Gualtieri e Tony Blundetto (il cugino di Tony Soprano).
Il suo carattere iracondo si riflette spesso nei suoi slanci di violenza gratuita, Christopher non sembra prendere coscienza del fatto che il suo atteggiamento rabbioso gli procuri più problemi che vantaggi. Da sempre affascinato dal cinema, tenta all'inizio la carriera da attore, segue pure un corso di recitazione ma fallisce dal momento che non è in grado di tenere a freno la sua incontenibile emotività, decide quindi di diventare un produttore.
Ha problemi di dipendenza dagli alcolici e dalle droghe pesanti, lui li associa ai propri genitori identificandosi con loro dato che Joanne beve in continuazione mentre il padre era un drogato. C'è sempre stata un'ombra di mistero sulla morte di Dickie il padre di Christopher, in un episodio Tony gli rivela che venne ucciso da un poliziotto corrotto, Christopher lo uccide vendicando apparentemente il padre benché affermasse di essere innocente. Christopher non pare avere una grande considerazione di Dickie tanto che riferendosi al padre ha affermato che "Non era niente di più che un tossico alcolizzato".

## Relazioni sentimentali
Per quasi tutta la durata della serie la sua relazione più importante è stata con Adriana La Cerva, la loro storia è sempre stata ben lontana dall'essere felice, anche perché Adriana non è mai riuscita a gestire il carattere aggressivo ed egocentrico di Christopher, il quale in svariate occasioni è anche arrivato a picchiarla. Christopher la tradisce con Amy, la fidanzata del proprio cugino, innamorandosi di lei, ma Amy chiude subito la loro relazione non provando per lui gli stessi sentimenti.
Christopher è ignaro del fatto che Adriana lavora come infiltrata per l'FBI, la ragazza vivendo nel mito del loro amore decide di confessarglielo illudendosi che il suo fidanzato accetti di entrare con lei nel programma di protezione testimoni una volta consegnate ai federali le prove dei crimini di Tony, ma Christopher preferisce essere fedele a Tony piuttosto che ad Adriana e gli rivela il doppio gioco della donna, tuttavia Christopher non ha il coraggio di ucciderla supplicando Tony di farlo al suo posto, e infatti Tony incarica Silvio Dante di uccidere Adriana.
Christopher nella sesta e ultima stagione sposa Kelli Lombardo, in verità il loro è stato un matrimonio riparatore dal momento che Christopher l'ha messa incinta. Christopher la tradisce con Julianna Skiff, una donna che lavora come agente immobiliare e che come lui ha problemi di dipendenza da droghe, solo a lei confessa la sua avversione all'idea di essere un uomo sposato e di avere un figlio, tuttavia Julianna è della convinzione che avere una famiglia gli sarebbe piaciuto, Kelli dà alla luce una bambina a cui danno il nome di Caitlin e infatti come Julianna aveva predetto Christopher impara ad accettare il suo ruolo di padre e marito con serenità.

## Il rapporto con Tony
Tony, specialmente per via del rispetto che provava per Dickie, istruisce Christopher in modo da fare di lui il suo "Numero 2" colui che avrebbe dovuto un giorno prenderne il posto nella gestione delle attività della malavita. Tuttavia per Tony è quasi impossibile gestire il carattere arcigno e arrogante di Christopher, il quale a sua volta accusa ripetutamente Tony di limitarlo o di non accordargli la considerazione che ritiene di meritare.
Tony ha sempre visto Dickie come un fratello maggiore, e come "zio putativo" di Christopher ha sempre sperato di avere con lui il rapporto che Tony aveva con Dickie, in effetti quando Christopher era piccolo guardava Tony con ammirazione, quest'ultimo rievoca con affetto l'infanzia di Christopher, già a quel tempo gli era molto affezionato. Quando la tossicodipendenza di Christopher diventa troppo problematica, Tony lo fa ricoverare in una clinica, dalla quale Christopher ne esce apparentemente pulito.
Christopher associa alla morte di Adriana lo strappo fatale nel suo rapporto con Tony, ritenendo che quest'ultimo non gli abbia mostrato la dovuta riconoscenza per aver tradito la donna che amava pur di aiutarlo, mentre Tony ha considerato vile da parte di Christopher l'essersi astenuto dall'uccidere lui personalmente la ragazza e avendo pregato Tony di farlo al suo posto.
Christopher realizza il suo film intitolato La mannaia (Cleaver), nel quale Chris traccia un quadro impietoso di Tony, mascherandolo col protagonista (Daniel Baldwin) dove il personaggio di Tony appare come il nemico del protagonista (che rappresenta Christopher). Ciò permette a Tony di comprendere la verità: Christopher vede in lui solo una minaccia.
Una sera (ep. 83), mentre Tony e Christopher sono in auto insieme, con quest'ultimo al volante, i due finiscono col sbandare per evitare di urtare un'altra auto dopo che Christopher aveva invaso la corsia opposta, i due sopravvivono ma Christopher confessa a Tony che è sotto l'effetto di droghe, non si era mai disintossicato, e dunque Tony esasperato lo uccide soffocandolo. Tony non prova rimorso per quello che ha fatto, ormai essendosi disaffezionato a Christopher ha ritenuto un sollievo la sua morte, vedendo nell'inaffidabilità di Christopher la minaccia di un potenziale tradimento.

## Omicidi commessi da Christopher Moltisanti
- Emil "E-Mail" Kolar, ucciso nel retro della macelleria Da Satriale per un affare andato male (giugno 1998);
- Mikey Palmice, freddato in un bosco assieme a Paulie per essere stato uno dei mandanti del primo attentato a Tony (aprile 1999);
- Sean Gismonte, ucciso per legittima difesa dopo l'attentato ordito da Sean e Matthew Bevilaqua (marzo 2000);
- Carlo Renzi, ucciso durante una tentata rapina a un suo tavolo da Poker (gennaio 2001);
- Dino Zerilli, ucciso durante una tentata rapina a un suo tavolo da Poker (gennaio 2001);
- Barry Haydu, un poliziotto appena in pensione ucciso da Chris per aver ammazzato suo padre anni prima (settembre 2002);
- Cosette, cane da compagnia di Adriana La Cerva, soffocata sotto il suo peso (marzo 2003);
- Raoul, cameriere colpito – per futili motivi – da Christopher alla testa con un mattone, provocandogli un attacco epilettico, e poi finito da Paulie con un colpo di pistola (marzo 2004);
- J.T. Dolan, ucciso con un colpo di pistola in piena fronte dopo che si era rifiutato di ascoltare una sua confessione personale (ottobre 2007)